# Nashville Rebel
Nashville Rebel es el tercer álbum del cantante Waylon Jennings en el sello disquero RCA Victor. El álbum fue lanzado en 1966 y es la banda sonora de la película de mismo nombre dirigida por Jay Sheridan. Incluye la versión de la canción del grupo The Beatles llamada "Norwegian Wood" del CD Rubber Soul de 1965. La canción no apareció en el largometraje.

Shooter Jennings (hijo del cantante) interpretó la canción de su padre "I'm a Long Way from Home" para la película y biografía de la leyenda del country Johnny Cash llamada Walk the Line del 2005.

## Problemas de audio
Cuando el álbum fue lanzado, se marcó que era de tipo "Estéreo Electrónico" (Técnica de mezclado dada a las canciones grabadas en mono para crear la ilusión de ser tipo estéreo), pese a que todas las canciones del lado 1 eren en verdad de tipo estéreo.

"Norwegian Wood (This Bird Has Flown)" No fue verdaderamente de estéreo hasta el año 1999 pero las 5 canciones instrumentales (8 - 12) no se han lanzado en formato estéreo aún.

## Canciones
1. Silver Ribbons
(Jim Robinso, Johnny Wilson y Vern Meroney)
2. Nashville Bum
(Jennings, Glenn Corbin y Frankie Miller)
3. Green River
(Harlan Howard)
4. Nashville Rebel
(Harlan Howard)
5. I'm a Long Way from Home
(Hank Cochran)
6. Tennessee
(Harlan Howard)
7. Norwegian Wood (This Bird Has Flown)
(John Lennon y Paul McCartney)
8. Hoodlum
(Jay Sheridan)
9. Spanish Penthouse
(Jay Sheridan)
10. Lang's Theme
(Jay Sheridan)
11. Rush Street Blues
(Jay Sheridan)
12. Lang's Mansion
(Jay Sheridan)